# 인도의 힌두교
힌두교는 인도에서 가장 신자수가 많은 종교이다. 2011년 인도 인구 조사에 따르면 9억 6,630 만 명의 사람들이 힌두교도로 식별되며 이는 인도 인구의 79.8 %를 차지한다. 힌두교 다음은 이슬람으로 인도 인구의 14.2 %를, 나머지 인구 6 %는 다른 종교(기독교, 시크교, 불교, 자이나교, 여러 민족-토착신앙, 무신론)이거나 아에 종교가 없다.
또한 인도는 세계에서 가장 힌두교 신자가 많은 국가로 인도의 힌두교도는 전 세계 힌두교도 인구의 94%를 차지하고 있다.

## 인구 통계
| 년   | 백분율 | 변화   |
| ---- | ------ | ------ |
| 1947 | 85.0%  | -      |
| 1951 | 84.1%  | -0.9%  |
| 1961 | 83.45% | -0.65% |
| 1971 | 82.73% | -0.72% |
| 1981 | 82.30% | -0.43% |
| 1991 | 81.53% | -0.77% |
| 2001 | 80.46% | -1.07% |
| 2011 | 79.80% | -0.66% |

## 같이 보기
- 인도의 카스트

## 참고 문헌
1. ↑  “India's religions by numbers”. 《The Hindu》 (영어). 2015년 8월 26일. ISSN 0971-751X. 2021년 6월 8일에 확인함.
2. ↑  NW, 1615 L. St; Suite 800Washington; Inquiries, DC 20036USA202-419-4300 | Main202-857-8562 | Fax202-419-4372 | Media. “By 2050, India to have world's largest populations of Hindus and Muslims” (미국 영어). 2021년 6월 8일에 확인함.
3. ↑  S, Rukmini; Singh, Vijaita (2015년 8월 25일). “Muslim population growth slows”. 《The Hindu》 (영어). ISSN 0971-751X. 2021년 6월 8일에 확인함.
4. ↑  “Census 2011: Hindus dip to below 80 per cent of population; Muslim share up, slows down” (영어). 2015년 8월 27일. 2021년 6월 8일에 확인함.
5. ↑  “India - share of Hindus 2011”. 《Statista》 (영어). 2021년 6월 7일에 확인함.